# 福岡県道225号野地塔田線
福岡県道225号野地塔田線（ふくおかけんどう225ごう のじとうだせん）は、福岡県築上郡上毛町から豊前市に至る一般県道である。

## 概要
築上郡上毛町大字下唐原から豊前市大字塔田に至る。

### 路線データ
- 起点：福岡県築上郡上毛町大字下唐原（下唐原交差点、福岡県道・大分県道16号吉富本耶馬渓線交点）
- 終点：福岡県豊前市大字塔田（上千束交差点、福岡県道32号犀川豊前線交点）

## 路線状況

### 道路施設

#### 橋梁
- 新世橋（佐井川、築上郡上毛町 - 豊前市）

## 地理

### 通過する自治体
- 築上郡上毛町
- 豊前市

### 交差する道路
| 交差する道路                                    | 市町村名 | 市町村名 | 交差する場所 | 交差する場所        |
| ----------------------------------------------- | -------- | -------- | ------------ | ------------------- |
| 福岡県道・大分県道16号吉富本耶馬渓線            | 築上郡   | 上毛町   | 大字下唐原   | 下唐原交差点 / 起点 |
| 国道10号                                        | 築上郡   | 上毛町   | 大字下唐原   | 下野地交差点        |
| 大分県道・福岡県道109号福土吉富線               | 築上郡   | 上毛町   | 大字宇野     | 宇野交差点          |
| 福岡県道226号山内吉富線 福岡県道229号松尾安雲線 | 築上郡   | 上毛町   | 大字安雲     | 上毛町安雲交差点    |
| 福岡県道227号鬼木三毛門線                       | 豊前市   | 豊前市   | 大字久路土   | 久路土交差点        |
| 福岡県道32号犀川豊前線 / バイパス               | 豊前市   | 豊前市   | 大字塔田     | 豊前IC北交差点      |
| 福岡県道32号犀川豊前線 / 現道                   | 豊前市   | 豊前市   | 大字塔田     | 上千束交差点 / 終点 |

### 沿線
- 上毛町立西吉富小学校